# Legio XXI (Cesare)
La legio XXI di Cesare era un'unità militare romana di epoca tardo repubblicana, la cui origine è da collegarsi all'inizio della guerra civile, quando venne costituita da Gaio Giulio Cesare (inizi del 49 a.C.), con cittadini italici. Il suo simbolo era il capricorno.

## Storia
La sua formazione è da collegarsi allo scoppio della guerra civile. Venne formata da Cesare con cittadini romani della Gallia cisalpina, inquadrati da veterani ormai in congedo di legioni che avevano combattuto in Gallia.
Venne inviata da Cesare in Spagna, dopo che le legioni veterane del comandante romano erano riuscite a distruggere le forze pompeiane e facevano ritorno in Italia. Questa nuova legione aveva il compito di presidiare la provincia romana della Spagna Ulteriore, agli ordini del governatore Quinto Cassio Longino (settembre del 49 a.C.). Nel 45 a.C. partecipò alla battaglia di Munda a fianco di Cesare contro l'ultima resistenza dei pompeiani. Rimase in Spagna sotto il governatore Gaio Asinio Pollione.
Dopo la morte di Cesare (15 marzo del 44 a.C.), venne trasferita in Italia e potrebbe aver partecipato alla battaglia di Filippi (ottobre del 42 a.C.). Da qui in poi si perdono le sue tracce. Potrebbe aver servito nelle file dell'esercito di Marco Antonio fino alla battaglia di Azio (31 a.C.).
In seguito alla riorganizzazione augustea dell'intero esercito romano, confluì o venne riordinata nella legio XXI Rapax.